# Gretna (Nebraska)
Gretna ist eine Stadt mit dem Status „City“ im Sarpy County im US-Bundesstaat Nebraska. Im Jahr 2010 hatte Gretna 4441 Einwohner.

## Geografie
Die Koordinaten von Gretna liegen bei 41°8'20" nördlicher Breite und 96°14'42" westlicher Länge.
Nach Angaben der United States Census 2010 erstreckt sich das Stadtgebiet von Gretna über eine Fläche von 5,44 Quadratkilometer
(2,1 sq mi).

## Bevölkerung
Nach der United States Census 2010 lebten in Gretna 4441 Menschen verteilt auf 1594 Haushalte und 1139 Familien. Die Bevölkerungsdichte betrug 816,5 Einwohner pro Quadratkilometer (211,4/sq mi).
Die Bevölkerung setzte sich 2010 aus 97,4 % Weißen, 0,6 % Afroamerikanern, 0,5 % Asiaten, 0,1 % amerikanischen Ureinwohnern, 0,3 % aus anderen ethnischen Gruppen und 1,1 % stammten von zwei oder mehr Ethnien ab.
Von den 4441 Einwohnern waren 31,7 % unter 18 Jahre und in 10,1 % der Haushalten lebten Menschen, die 65 Jahre oder älter waren. Das Durchschnittsalter betrug 34,5 Jahre und 49,0 % der Einwohner waren Männlich.

## Persönlichkeiten
- Charles L. Mullins (1892–1976), Generalmajor der United States Army

## Religion

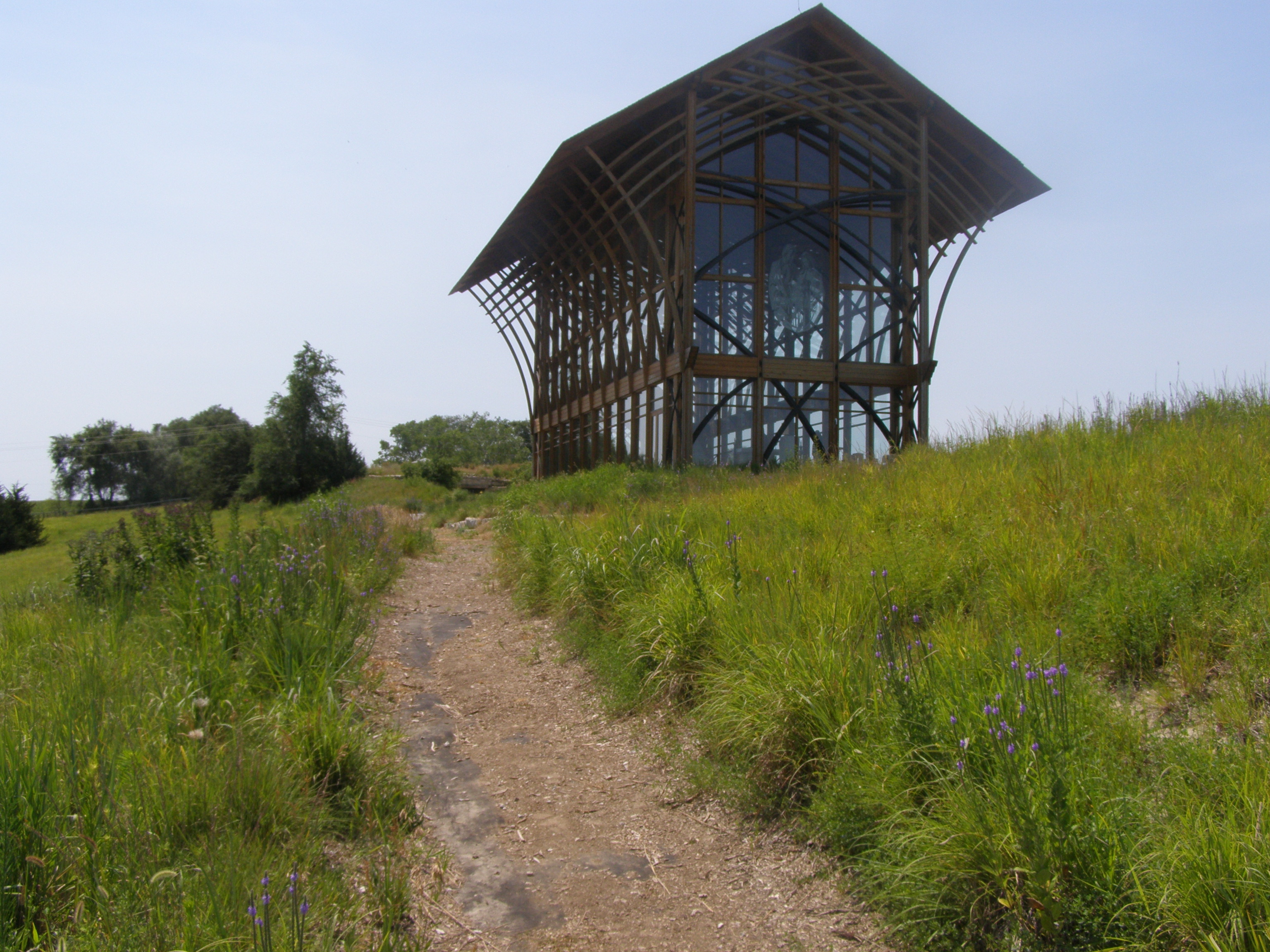
Holy Family Shrine

In Gretna gibt es zehn verschiedene Kirchengemeinden bzw. Kirchen.
- Acts II Church
- Good Shepherd Lutheran Church
- Grace Reformed Church (PCA)
- Gretna Baptist Church
- Gretna Community Church (Christian & Missionary Alliance)
- Gretna United Methodist Church
- Holy Family Shrine
- Journey Church (Christian & Missionary Alliance)
- Resurrection Evangelical Lutheran Church
- St. Patrick’s Catholic Church

## Sehenswürdigkeiten
In Gretna befindet sich der Holy Family Shrine, eine Kapelle die von allen Seiten aus durch große Glasscheiben einsehbar ist und von deren Inneren man den Ausblick über das Land genießen kann.

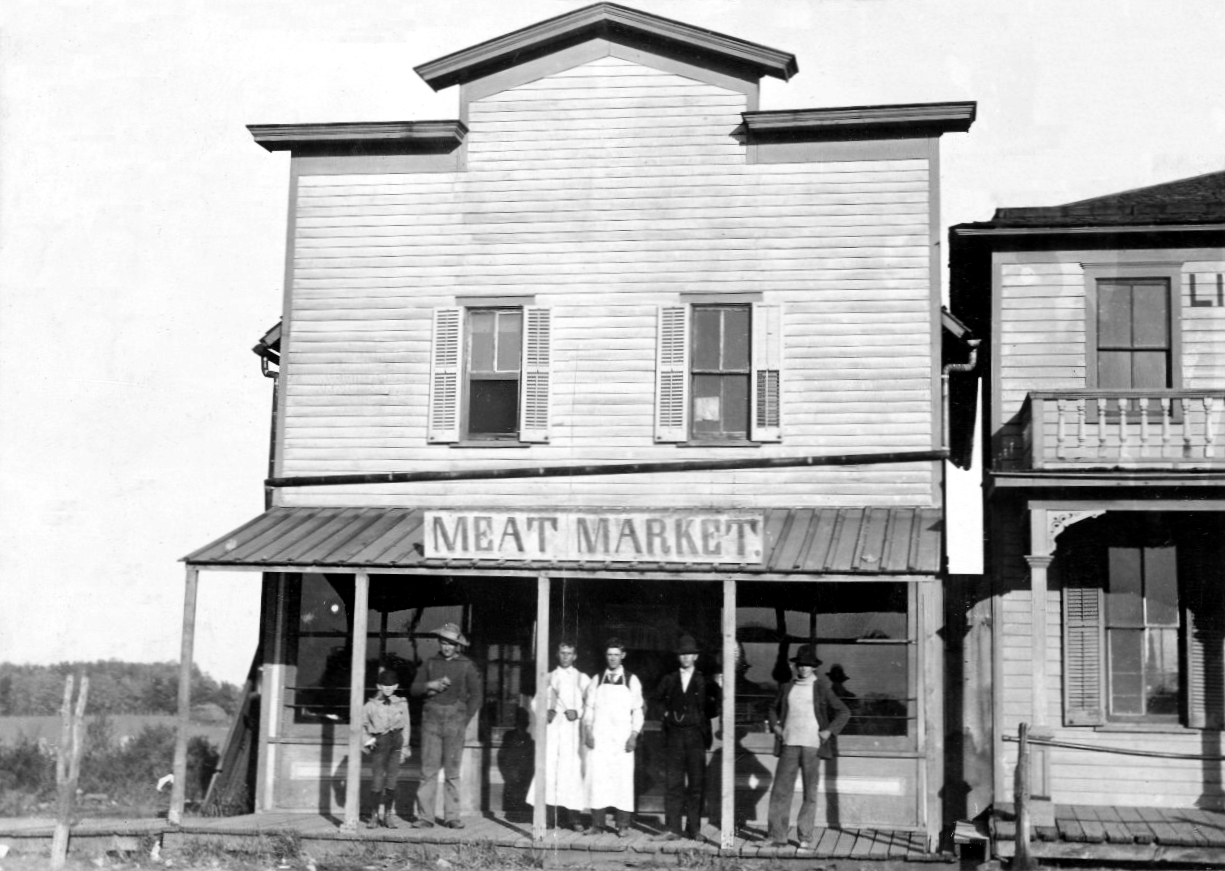
Fleischereigeschäft in Gretna, circa 1895